# Allister Brimble
 (novembre 2018).
Allister Brimble (né le 29 novembre 1970) est un compositeur anglais de musique de jeu vidéo. Il a composé des musiques sur Amiga et d'autres ordinateurs des années 1990 pour des jeux tels que Alien Breed, Body Blows, Project-X, Colonization, Driver ou Superfrog. Plus récemment, il a travaillé sur les bandes son de la série des RollerCoaster Tycoon et Andro Dunos 2. Il a également réalisé des compositions musicales, dont deux albums CD ainsi que des musiques pour des magazines informatiques de l'époque accompagnés de disquettes.
Il travaille actuellement comme musicien freelance pour l'industrie du jeu vidéo.

## Discographie
- Sounds digital
- Bang! Tick… Tick